# پرستودریایی نوک‌درشت
پرستودریایی نوک‌درشت (نام علمی: Phaetusa simplex) نام یک گونه از تیره کاکاییان است.